# Eva Lisec
Eva Lisec (née le 17 juin 1995 à Celje, actuelle Slovénie) est une joueuse internationale de basket-ball slovène, évoluant au poste d'ailière forte ou de pivot.

## Biographie
Elle démarre le basket-ball à l'âge de 15 ans au ŽKK Grosuplje puis poursuit au ŽKK Cinkarna Celje. En 2015-2016, elle rejoint le club d'Euroligue de Famila Schio mais n'a qu'un faible temps de jeu. Elle est prêtée l'année suivante au club hongrois de Atomerőmű KSC Szekszárd qui est battu en finale du championnat par le club d'Euroligue de Sopron malgré 27 points de Lisec. Elle retrouve alors Schio pour trois années avec 9,1 points à 47,4% de réussite aux tirs, 4,2 rebonds et 2 passes décisives pour 10,3 d’évaluation en 25 minutes de jeu en Euroligue en 2019-2020.
Pour la saison 2020-2021, elle rejoint le club français de Roche Vendée, qualifié pour l'Eurocoupe, mais elle quitte le club avant le début des compétitions européennes pour rejoindre le club d'Euroligue du Dynamo Koursk, alors qu'elle tournait à 8,7 points à 44,4% de réussite aux tirs et 6,1 rebonds pour 9,9 d'évaluation en 22 minutes en 7 rencontres de LFB.  

## Équipe nationale
Elle participe aux éditions 2017 et 2019 du championnat d'Europe.

## Palmarès
- Championne d'Italie